# جيريمي سميث
جيريمي سميث (بالإنجليزية: Jeremy Smith)‏ (و. 1989  م) هو لاعب هوكي الجليد، من الولايات المتحدة، ولد في ديربورن، ميشيغان، يلعب كحارس مرمى ‏.

## روابط خارجية
- جيريمي سميث على موقع دوري الهوكي الوطني (الإنجليزية)
- جيريمي سميث على موقع الدوري الأمريكي لهوكي الجليد (الإنجليزية)
- جيريمي سميث على موقع EliteProspects.com (الإنجليزية)
- جيريمي سميث على موقع Eurohockey.com (الإنجليزية)
- جيريمي سميث على موقع HockeyDB.com (الإنجليزية)
- جيريمي سميث على موقع Hockey-Reference.com (الإنجليزية)
- جيريمي سميث على موقع اللجنة الأولمبية الدولية (الإنجليزية)
- جيريمي سميث على موقع أوليمبيديا (الإنجليزية)